# Bobby Collins
Robert Young "Bobby" Collins (16 de febrero de 1931 - 13 de enero de 2014) fue un jugador de fútbol escocés, conocido por su temporada exitosa en el Celtic, el Everton y el Leeds United. También representó a la Selección de fútbol de Escocia y el Scottish League XI.

## Carrera
A pesar de ser unos 160 cm (5'3 ") de altura, Collins fue un jugador fuerte, como centro campista del equipo de Celtic a los 17 años de edad donde permaneció durante diez años, ganando la Copa de Escocia en 1951, y la doble copa de Escocia en 1954. fue también llamado para el servicio internacional en 1950, y mantuvo una presencia frecuente en el equipo de Escocia en las etapas posteriores de la década. También representó a la Scottish League XI 16 veces, anotando 12 goles.